# Elieser Landshuth
Elieser Landshuth (Leiser Landshuth; Pseudonym: Eli Rust; geboren 15. Januar 1817 in Lissa; gestorben 23. März 1887 in Berlin) war ein jüdischer Gelehrter.
Als Jugendlicher gelangte er nach Berlin mit der Absicht, ein Rabbinatsstudium zu absolvieren und besuchte die Talmudschule von Jacob Joseph Oettinger und befreundete sich mit Leopold Zunz, Abraham Geiger und Moritz Veit. Veit brachte ihn jedoch vom Studienvorhaben ab und half ihm beim Aufbau einer Existenz als Buchhändler. In der Folge legte Landshuth seinen Schwerpunkt auf die Geschichte der jüdischen Liturgie. Er veröffentlichte eine zweibändige Sammlung über liturgische Gedichte und errichtete eine reichhaltige Bibliothek und Dokumentensammlung mit Schwerpunkt auf der Berliner Lokal- und Rabbinergeschichte. Zahlreiche Manuskripte Landshuths gelangten in den Besitz von Salomon Neumann und wurden ausschnittweise von Simon Bernfeld in der Zeitung Ha-Meliz nachgedruckt. Im Nachlass befand sich auch eine umfangreiche und wertvolle Bearbeitung der Grabsteine des alten jüdischen Friedhofs in der Großen Hamburger Straße in Berlin.
Im bürgerlichen Beruf war Elieser Landshuth Buchhändler und später Friedhofsinspektor. Er wurde im Friedhof Schönhauser Allee in der Ehrenreihe von Feld A beerdigt. Seine Ehefrau Riwka wurde neben ihm beigesetzt.

## Werke (Auswahl)
- Ammude ha-Awoda („Grundlagen des Gottesdienstes“: Onomasticon auctorum hymnorum Hebraeorum eorumque carminum, cum notis biographicis et bibliographicis e fontibus excusis et MSS, Darstellung der Geschichte jüdisch-liturgischer Dichtung und ihrer Dichter; sein Hauptwerk), 2 Bände, 1857 und 1862
- Toledot ansche haschem ufe'ulatam, Berlin 1884 (hebräische Geschichte der Berliner Rabbiner von 1671 bis 1800; nur der erste Band ist erschienen; Ludwig Geigers Geschichte der Juden in Berlin fußt zum Teil auf Dokumenten, die Elieser Landshuth zusammengetragen hat)
- Siddur hegjon lew. Adolph Samter, Königsberg 1845. (Gebetbuch „mit den literarhistorischen Beiträgen und Nachweisungen über Alter, Entstehung und Abfassung des jüdischen Gebetcyclus von Herrn L. Landshuth“ (aus dem Vorwort), Online-Ausgabe)
- Hagada. Vortrag für die beiden Peßachabende. Hebräisch und Deutsch. Nebst einer geschichtlichen Einleitung über die Entstehung der Hagada und der sie begleitenden Gebräuche. Mit einem literärischen Nachwort von M. Steinschneider. W. Adolf & Co., Berlin [1856]. (Online-Ausgabe)
- Seder bikkur cholim. Vollständiges Gebet- und Andachtsbuch zum Gebrauche bei Kranken, Sterbenden und Leichenbestattungen, sowie beim Besuchen der Gräber von Verwandten und Lieben. W. Adolf & Co. Verlag, Berlin 1867. (Enthält auch Untersuchungen zur Entstehung der verschiedenen Gebete und Gebräuche; Online-Ausgabe)
- Ateret Zewi. M. Poppelauer, Berlin 5644 [= 1883/84]. (Biographie Hirschel Lewins, Online-Ausgabe)
- Zur Feier der silbernen Hochzeit des Königl. Hofschlossermeisters Herrn S. Arnheim und der Frau H. Arnheim geb. Weyl, gewidmet von ihrem Schwager L. Landshuth. Berlin 1859. (Online-Ausgabe)
- Die Verbindlichkeit des Zeremonialgesetzes für den jüdischen Krieger, in: Allgemeines Archiv des Judenthums, hrsg. von J. Heinemann, Berlin 1842, Band 2, S. 246 ff. (Unter seinem Pseudonym Eli Rust; Online-Ausgabe)